# Cannalonga
Cannalonga is een gemeente in de Italiaanse provincie Salerno (regio Campanië) en telt 1126 inwoners (31-12-2004). De oppervlakte bedraagt 17,7 km², de bevolkingsdichtheid is 67 inwoners per km².

## Demografie
Cannalonga telt ongeveer 406 huishoudens. Het aantal inwoners steeg in de periode 1991-2001 met 1,7% volgens cijfers uit de tienjaarlijkse volkstellingen van ISTAT.
| Jaar | Inwoneraantal |
| ---- | ------------- |
| 1991 | 1127          |
| 2001 | 1146          |

## Geografie
Cannalonga grenst aan de volgende gemeenten: Campora, Moio della Civitella, Novi Velia en Vallo della Lucania.

## Zie ook

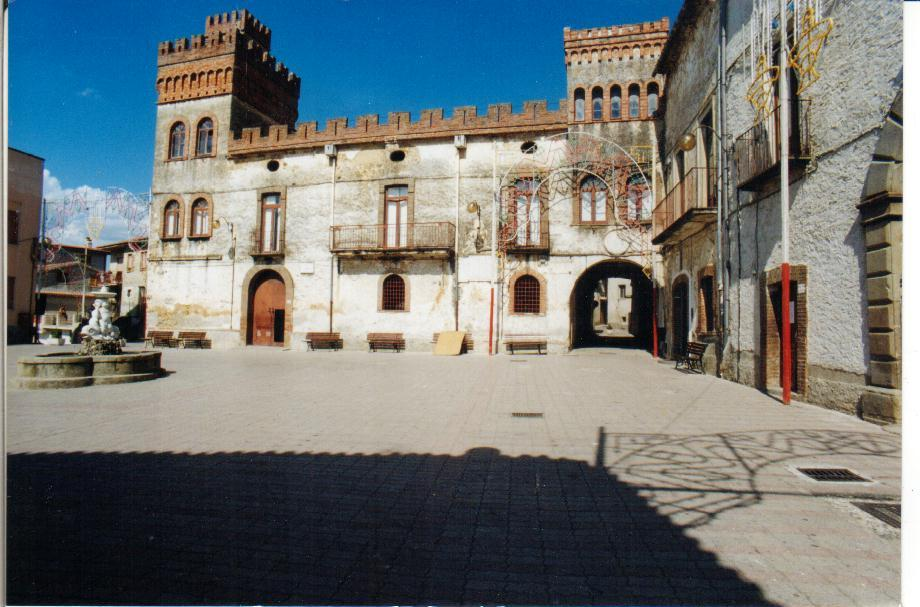
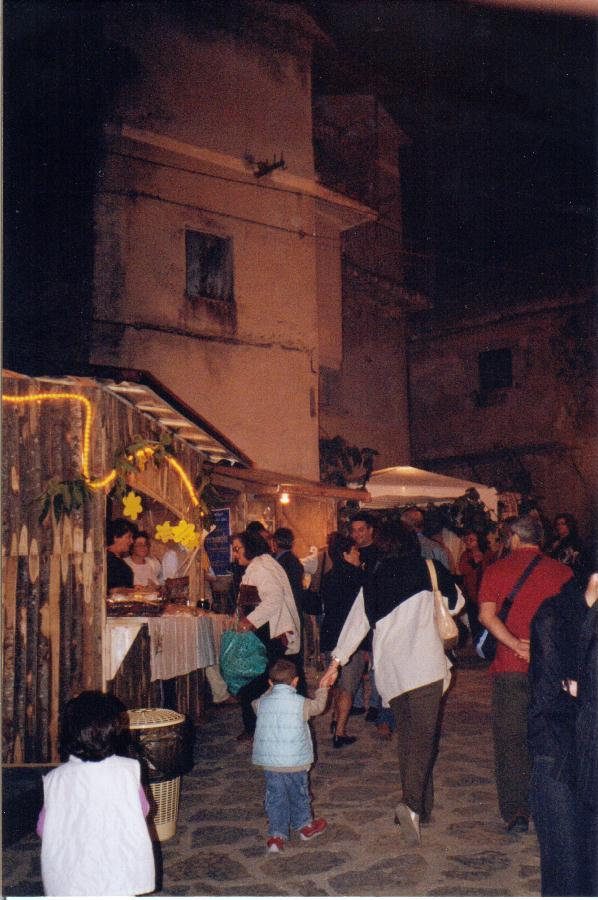
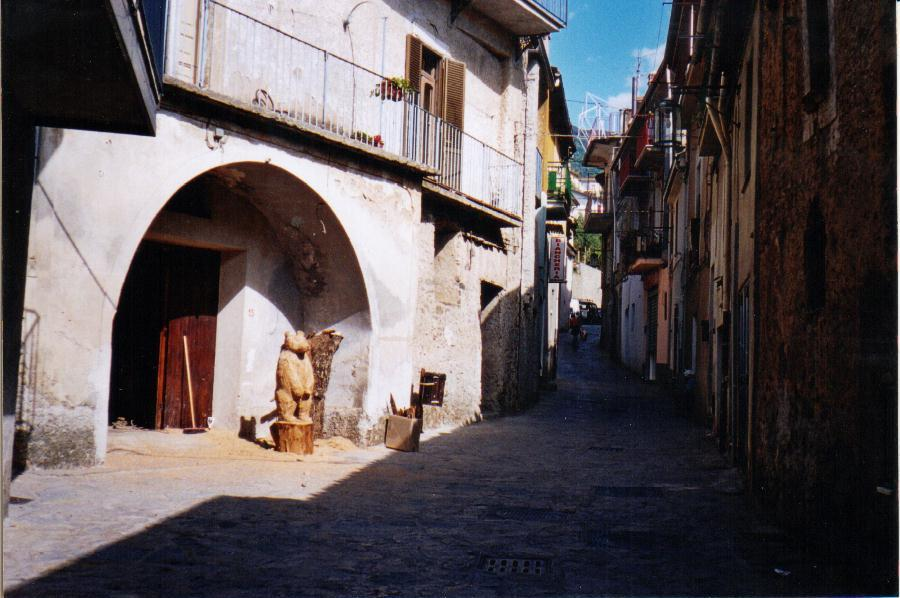